# Poljice (Foča, BiH)
Poljice su naseljeno mjesto u općini Foča, Republika Srpska, BiH. Nalazi se južno od prometnice Sarajevo - Trnovo - Foča. Susjedna sela su Drače, Izbišno, Jeleč, Ocrkavlje, Rataja i Govza. Jugozapadno i sjeveroistočno su rudnici.
Godine 1962. godine pripojena su im naselja Badnjine, Kliješta i Vođice. (Sl.list NRBiH, br.47/62).

## Stanovništvo
| Narod     | Popis 1961. | Popis 1971. | Popis 1981. | Popis 1991. |
| --------- | ----------- | ----------- | ----------- | ----------- |
| Hrvati    |             |             |             |             |
| Muslimani | 157         | 330         | 260         | 227         |
| Srbi      | 106         | 125         | 85          | 55          |
| ostali    |             | 1           | 11          |             |
| Ukupno    | 263         | 456         | 356         | 287         |